# 吉大翼龍屬
吉大翼龍屬（學名：Jidapterus）意為「吉林大學之翼」，是翼龍目翼手龍亞目神龍翼龍超科的一屬，化石發現於中國遼寧省朝陽縣的九佛堂組，年代為下白堊紀（巴列姆階到阿普第階）。

## 发现与命名
2002年，吉林大学古生物学与地层学研究中心在中国辽宁省西部朝阳盆地的早白垩世九佛堂组地层发现一具保存完好的翼龙化石，距今约1.3亿年。该化石是一具接近完整骨架的无齿的翼龙，带有不完全的头骨。该化石的研究由中国古生物学家、恐龙研究者董枝明及其率领的吉大古脊椎动物课题组完成。董枝明等人将它作为一新属、新种，命名为“无齿吉大翼龙”（Jidapterus edentus），属名则定为「吉大翼龙」（Jidapterus）。这是中国古生物界繼地大動物後，第二次以大学的名字来命名古生物属名。

## 化石
吉大翼龙的模式种是无齿吉大翼龙，其正模标本编号为CAD-01，藏于吉林大学。该化石是一具近乎完整的骨架和部分的头骨。骨架大小中等，翼展约1.6米。头骨长约235毫米，喙嘴尖而平直，无牙齒。眼前孔與鼻孔接合，形成一个直径超过头骨总长30%的鼻-眼前孔（nasoantorbitalo pening）。眼眶小，位于鼻-眼前孔的上边缘之下。頜部沒有鳥掌翼龍超科的冠脊，但頭部後方有短的突起物。颈椎长度适中，背椎有愈合的联合背椎，胸骨有剑突。

## 分类
2003年，董枝明等学者在命名吉大翼龙时将其归于翼龙目的翼手龙亚目，但并未确定其所属的科。来自中国和巴西的一群科学家2005年在《自然》杂志上发表的论文认为吉大翼龙是無齒翼龍的近親，可能与朝陽翼龍同属，甚至同种。而中国地质科学院的吕君昌和季强2006年在韩国古生物学会杂志上发表的论文则认为吉大翼龙与朝阳翼龙可能属于神龙翼龙超科，并且这两者比始无齿翼龙和始神龙翼龙进化程度更高。英国莱斯特大学的大卫·昂温（David Unwin）在2006年出版的《The Pterosaurs: From Deep Time》一书中，将吉大翼龍歸類到古神翼龍科，但沒有註明理由。2008年，吕君昌与大卫·昂温等人认定吉大翼龍属于神龙翼龙超科，与朝阳翼龙为近亲，并将吉大翼龙和朝阳翼龙均歸類到新設立的朝陽翼龍科。

## 外部連結
- Jidapterus in The Pterosauria